# أحمد بنكيران
أحمد بنكيران كان كاتب الدولة المكلف بالتجارة والصناعة والصناعة التقليدية والملاحة التجارية في حكومة المغرب 1958 بقيادة أحمد بلافريج.